# Paesaggio culturale

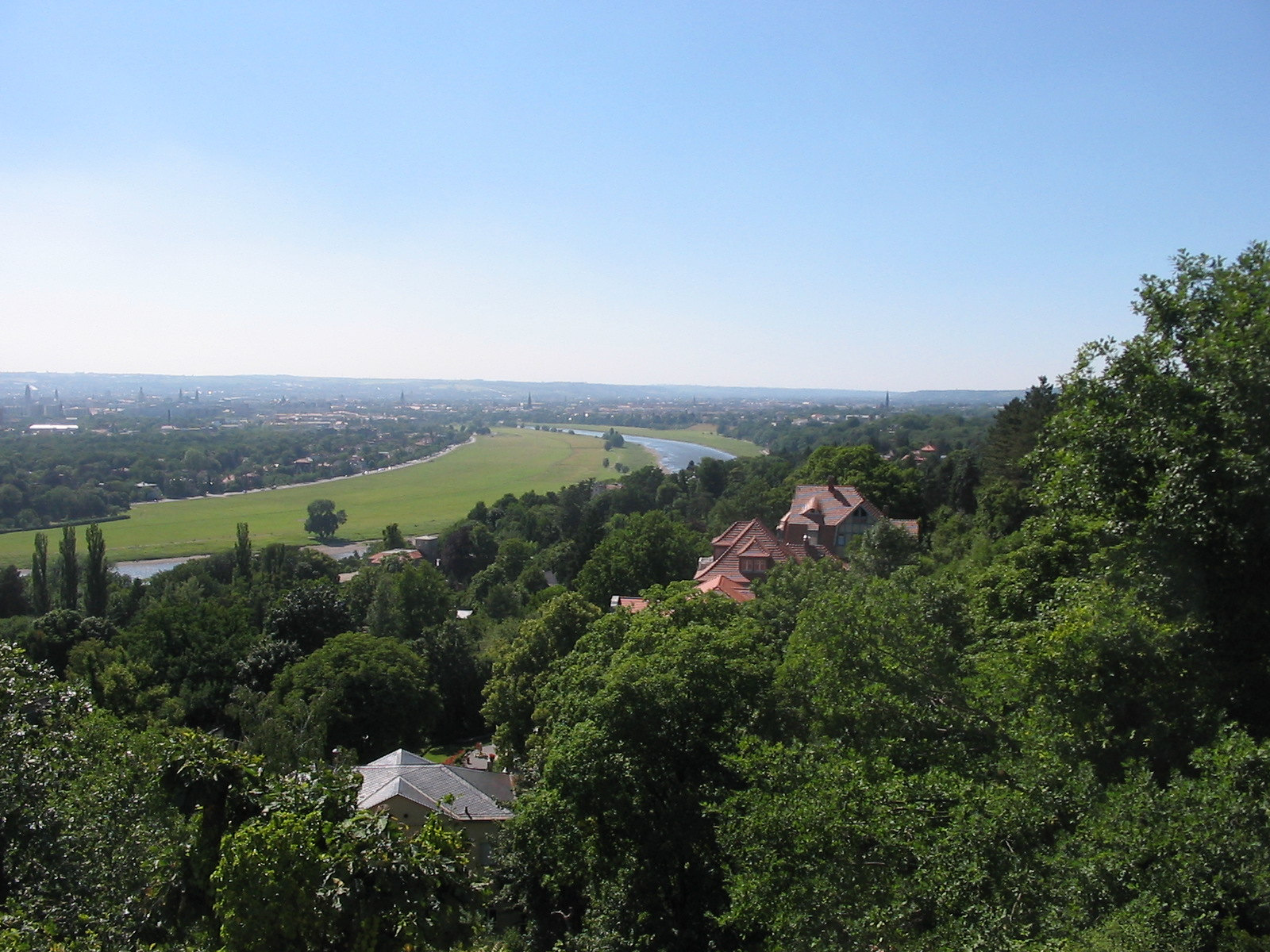
Il sito patrimonio dell'umanità della Valle dell'Elba era secondo l'UNESCO "un notevole esempio di uso della terra, che rappresenta un eccezionale sviluppo di una città centro-europea di grande importanza" che ha quasi mezzo milione di abitanti.

I paesaggi culturali sono stati definiti dal Comitato per il Patrimonio dell'umanità come aree geografiche o proprietà distinte che in modo peculiare "...rappresentano l'opera combinata della natura e dell'uomo". Questo concetto è stato adattato e sviluppato nell'ambito dei forum internazionali sui patrimoni dell'umanità (UNESCO) come parte di uno sforzo internazionale per riconciliare "...uno dei più pervasivi dualismi del pensiero occidentale - quello di natura e cultura".
Il Comitato per il Patrimonio dell'Umanità ha identificato e adottato tre categorie di paesaggio culturale, che spaziano da (i) quei paesaggi "modellati" in modo più deliberato dall'uomo, attraverso (ii) un'ampia gamma di "opere" combinate, fino a (iii) quelli "modellati" in modo meno evidente dall'uomo (ancora altamente apprezzati). Le tre categorie estratte dalle Linee guida operative del Comitato, sono le seguenti:
(i) un "paesaggio progettato e creato intenzionalmente dall'uomo";

(ii) un "paesaggio organicamente evoluto" che può essere un "paesaggio relitto (o fossile)" o un "paesaggio continuo";

(iii) un "paesaggio culturale associativo" che può essere apprezzato per le "associazioni religiose, artistiche o culturali dell'elemento naturale".

## Storia
Il concetto di "paesaggi culturali" trova le sue origini nella tradizione europea della pittura paesaggistica. Dal Cinquecento in poi, molti artisti europei dipinsero paesaggi che tendevano a prevalere sui personaggi, riducendo questi ultimi a figure immerse in scenari più ampi, definiti dal punto di vista della regione.
La parola "paesaggio" viene da "paese", sul modello del francese paysage, e contiene quindi in sé l'idea di un territorio omogeneo sotto un determinato aspetto. Propriamente, esso può essere definito come la "particolare conformazione di un territorio che risulta dall'insieme degli aspetti fisici, biologici e antropici". Questo concetto del paesaggio come prodotto finale dell'azione di diversi fattori è ancora più chiaro nel termine corrispondente inglese, landscape, che combina la parola land, "terra", con un verbo di origine germanica, scapjan/shaffen, "trasformare, modellare", per significare, letteralmente, "terre trasformate". Le terre erano allora considerate come modellate dalle forze naturali, e i dettagli peculiari di tali landshaffen ("terre modellate") divennero esse stesse il soggetto dei dipinti paesaggistici.
Al geografo Otto Schluter si attribuisce di aver usato formalmente per la prima volta "paesaggio culturale" come termine accademico all'inizio del XX secolo. Nel 1908, Schluter sostenne che la definizione della geografia come Landschaftskunde ("scienza del paesaggio") le avrebbe dato dal punto di vista logico una materia di studio non condivisa con nessun'altra disciplina. Egli definì due forme di paesaggio: lo Urlandschaft (tradotto: "paesaggio originario"), o paesaggio che esisteva prima di cambiamenti rilevanti indotti dall'uomo, e il Kulturlandschaft (tradotto: "paesaggio culturale"), un paesaggio creato dalla cultura umana. Il compito principale della geografia era di tracciare i cambiamenti in questi due paesaggi.
Fu probabilmente Carl O. Sauer, studioso di geografia culturale e umana, la più influente figura che promosse e sviluppò l'idea dei paesaggi culturali. Sauer era determinato a sottolineare l'azione della cultura come forza capace di modellare i tratti visibili della superficie terrestre in aree limitate. Nell'ambito della sua definizione, l'ambiente fisico mantiene un significato centrale, come il mezzo con il quale e attraverso il quale le culture umane agiscono.. La sua classica definizione di un "paesaggio culturale" è la seguente:

“Il paesaggio culturale è forgiato da un paesaggio naturale ad opera di un gruppo culturale. La cultura è l'agente, gli elementi naturali sono il mezzo, il paesaggio culturale è il risultato."
A partire dal primo uso formale del termine da parte di Schulter e dall'effettiva promozione dell'idea da parte di Sauer, il concetto di "paesaggio culturale" è stato in vario modo utilizzato, applicato, dibattuto, sviluppato e raffinato all'interno del mondo accademico, fino a quando, nel 1992, il Comitato per il Patrimonio dell'Umanità deliberò di organizzare una riunione degli "specialisti" per consigliare ed assistere la riscrittura delle Linee guida operative del Comitato al fine di includere i "paesaggi culturali" come opzione per l'inserimento nella lista dei patrimoni di proprietà che non avessero una forma né puramente naturale né puramente culturale (cioè i patrimoni "misti").

L'adozione e l'uso del concetto di "paesaggi culturali" da parte del Comitato per il Patrimonio dell'Umanità ha visto molteplici specialisti nel mondo e molte nazioni identificare, valutare, includere nella lista dei patrimoni, gestire e rendere effettivamente conosciuti e visibili al mondo i "paesaggi culturali", con ramificazioni e sfide molto pratiche.
Nel 2006, una revisione accademica degli sforzi combinati del Comitato per il Patrimonio dell'Umanità, dei vari specialisti nel mondo e delle nazioni per applicare il concetto di "paesaggi culturali", osservò e concluse che:

"Anche se il concetto di paesaggio è stato per qualche tempo sganciato dalle sue originali associazioni artistiche,... c'è ancora una visione dominante dei paesaggi come una superficie incisa, affine ad una mappa o a un testo, dalla quale possono essere letti in modo semplice il significato culturale e le forme sociali."
In ambito accademico, qualsiasi sistema d'interazione tra l'attività umana e l'habitat naturale è considerato come un paesaggio culturale. In un certo senso quest'accezione è più ampia della definizione applicata nell'ambito dell'UNESCO, includendo, come fa, quasi l'intera superficie occupata del mondo, più quasi tutti gli usi, le ecologie, le interazioni. le pratiche, le credenze, i concetti e le tradizioni delle persone che vivono all'interno dei paesaggi culturali..
Alcune università ora offrono lauree specialistiche per lo studio dei paesaggi culturali, incluse, ad esempio, le Università di Napoli, St.-Étienne e Stoccarda che offrono un diploma di "Master in paesaggi culturali".

## Paesaggi culturali: esempi
Il Comitato per il Patrimonio dell'Umanità ha identificato ed elencato un numero di aree o proprietà come paesaggi culturali di valore universale per il genere umano, incluse le seguenti:

### Parco nazionale di Tongariro, Nuova Zelanda (1993)
"Nel 1993 Tongariro divenne la prima proprietà ad essere iscritta sulla Lista del Patrimonio Mondiale in base ai criteri rivisti che descrivono i paesaggi culturali. Le montagne nel cuore del parco hanno un significato culturale e religioso per il popolo Maori e simboleggiano i legami spirituali tra questa comunità ed il suo ambiente. Il parco ha vulcani attivi ed estinti, una diversa gamma di ecosistemi e alcuni spettacolari paesaggi."

### Parco nazionale di Uluru-Kata Tjuta, Australia (1994)
"Questo parco, in precedenza chiamato Parco nazionale di Uluru (Ayers Rock – Mount Olga), presenta spettacolari formazioni geologiche che dominano la vasta pianura di sabbia rossa dell'Australia centrale. Uluru, un immenso monolite, e Kata Tjuta, le cupole di roccia collocate ad ovest di Uluru, formano parte del sistema tradizionale di credenze di una delle più antiche società umane del mondo. I tradizionali proprietari di Uluru-Kata Tjuta sono il
popolo degli Aborigeni Anangu."

### Terrazze di riso delle Cordigliere delle Filippine (1995)
"Per 2.000 anni, gli alti campi di riso degli Ifugao hanno seguito i contorni delle montagne. Frutto della conoscenza tramandata da una generazione alla successiva, ed espressione and di tradizioni sacre di un delicato equilibrio sociale, essi hanno aiutato a creare un paesaggio di grande bellezza che esprime l'armonia tra l'umanità e l'ambiente."

### Paesaggio culturale di Sintra, Portogallo (1995)
"Nel XIX secolo Sintra divenne il primo centro dell'architettura romantica europea. Ferdinando II trasformò un monastero in rovina in un castello dove questa nuova sensibilità fu esibita nell'uso di elementi gotici, egizi, moreschi e rinascimentali e nella creazione di un parco che mescolava specie di alberi locali ed esotiche. Altre raffinate dimore, costruite sulla stessa falsariga nella serra circostante, crearono una combinazione unica di parchi e giardini che influenzarono lo sviluppo dell'architettura paesaggistica in tutta Europa". 

### Portovenere, Cinque Terre, e le Isole (Palmaria, Tino e Tinetto), Italia (1997)
"La costa ligure tra le Cinque Terre e Portovenere e un paesaggio culturale di grande valore scenico e culturale. La configurazione e la disposizione delle piccole città e la forma del paesaggio circostante, superando gli svantaggi di un terreno ripido, accidentato, racchiudono la storia continua dell'insediamento umano in questa regione durante lo
scorso millennio."

### Valle dell'Elba, Germania (2004)
"Il paesaggio del XVIII-XIX secolo della Valle dell'Elba... presenta bassi prati, ed è coronata dal Palazzo di Pillnitz e dal centro di Dresda con i suoi numerosi monumenti e parchi dal XVI al XX secolo. Il paesaggio presenta anche ville e giardini suburbani del XIX e XX secolo e preziose caratteristiche naturali. Alcuni pendii terrazzati lungo il fiume sono ancora usati per la viticultura e alcuni vecchi villaggi hanno mantenuto la loro struttura storica ed elementi della rivoluzione industriale, in particolare il ponte d'acciaio Meraviglia Azzurra di 147 m (1891–93), la funicolare sospesa monorotaia (1898–1901), e la funicolare (1894–95). I piroscafi per passeggeri (il più vecchio del 1879) ed il cantiere navale (c. 1900) sono ancora in uso."
Questo paesaggio è stato cancellato dalla lista dei Patrimoni dell'Umanità nel 2009.